# Johannes Marius ten Kate
Johannes Marius ("Jan") ten Kate (Amsterdam, 26 december 1859 - Den Haag, 15 oktober 1896) was een Nederlands kunstschilder.

## Leven en werk
Ten Kate stamde uit een kunstenaarsfamilie. Hij was de zoon van de romantische kunstschilder Mari ten Kate, van wie hij waarschijnlijk ook het vak keerde. Herman ten Kate en dominee-dichter Jan ten Kate waren zijn ooms. In 1881 maakte hij een studiereis naar Parijs, waar hij onder invloed kwam van het impressionisme. Ook bezocht hij Londen. Vanaf 1874 woonde en werkte hij in Den Haag. Meestal wordt hij ook gerekend tot de Haagse School, hoewel hij zijn romantische wortels nooit verloochende. Zijn themakeuze was gevarieerd, met een zekere nadruk op strandgezichten (Scheveningen), landschappen en genrestukken. Pieter Scheen, schrijver van het standaardwerk Lexicon Nederlandse Beeldende Kunstenaars 1750-1950, omschreef hem als "een voorvechter van de internationale vrede, waarvan vele van zijn werken getuigen".
Ten Kate was lid van de Haagse kunstenaarssociëteit Pulchri Studio. Hij overleed in 1896 op 36-jarige leeftijd. Zijn werk bevindt zich onder andere in de collectie van het Kunstmuseum Den Haag.

## Galerij

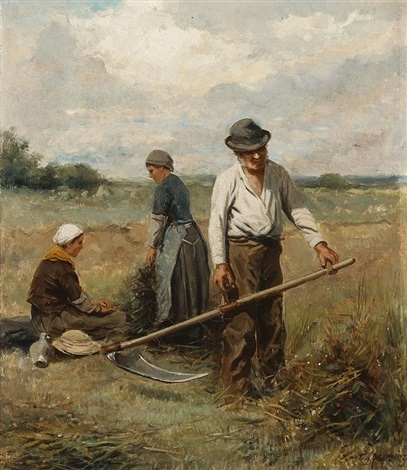
Oogst
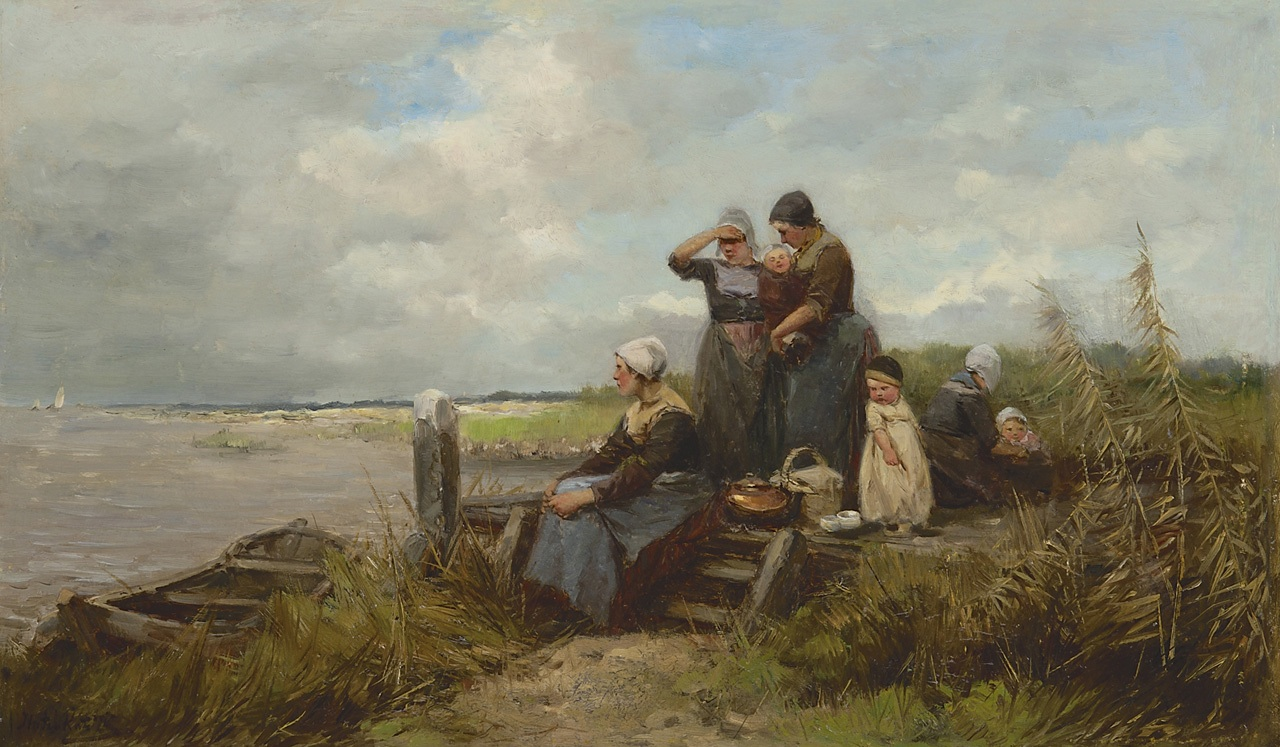
Op de uitkijk (ca. 1880-1890)
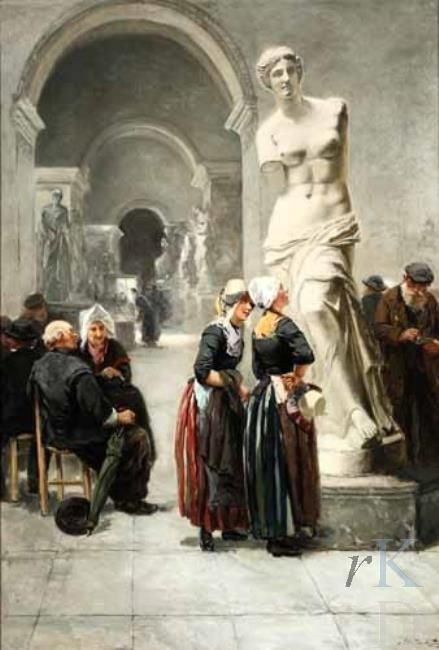
Bezoek aan het Louvre (1881)
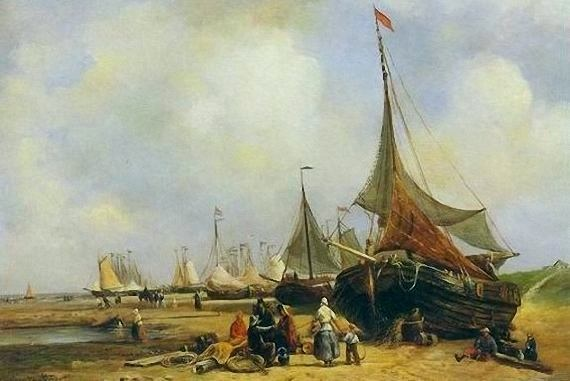
Bomschuiten op het strand (Scheveningen) (1881)
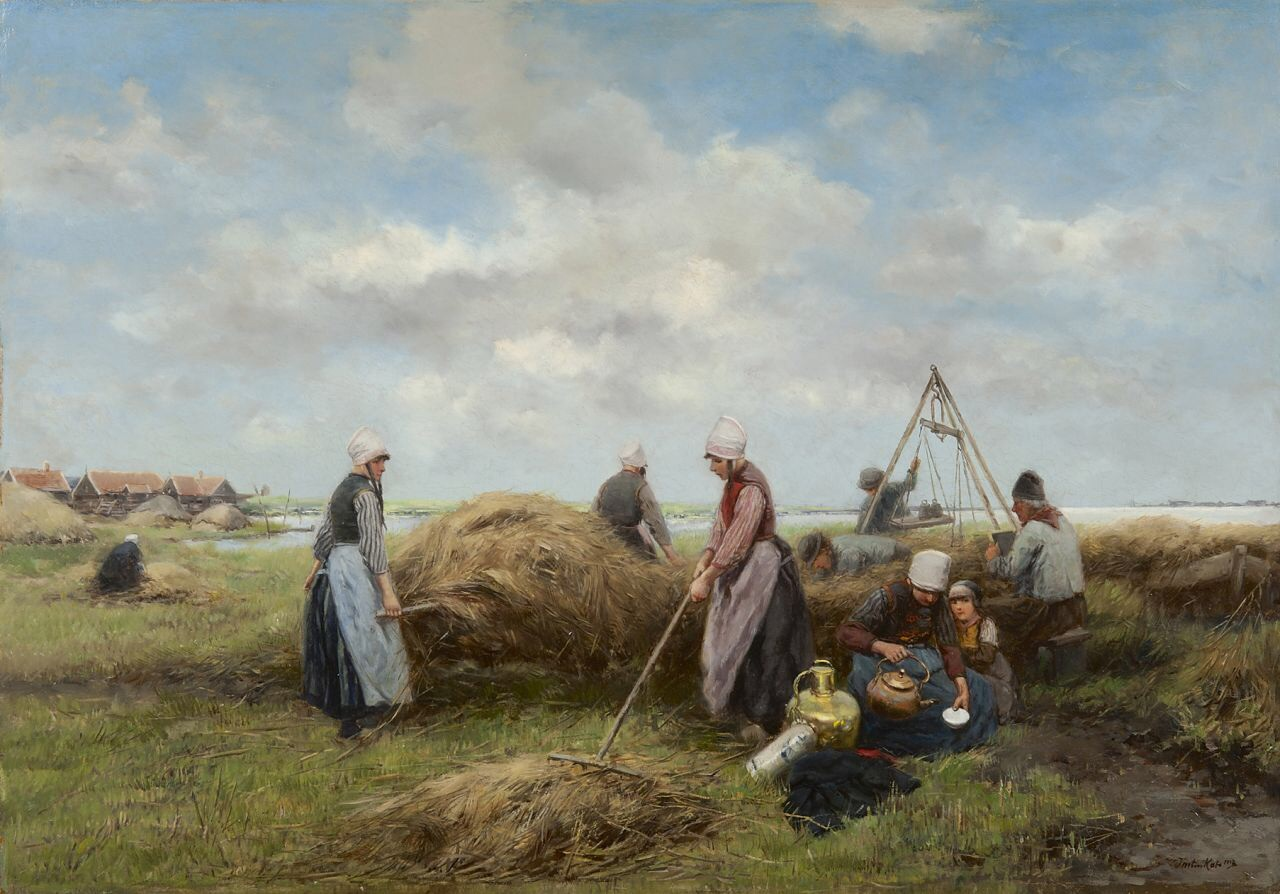
Hooioogst op Marken (ca. 1885)
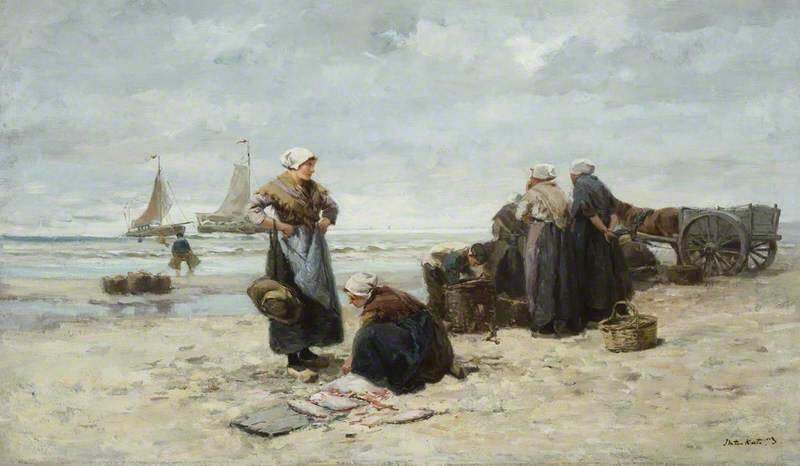
Wachten op de boten (ca. 1885)
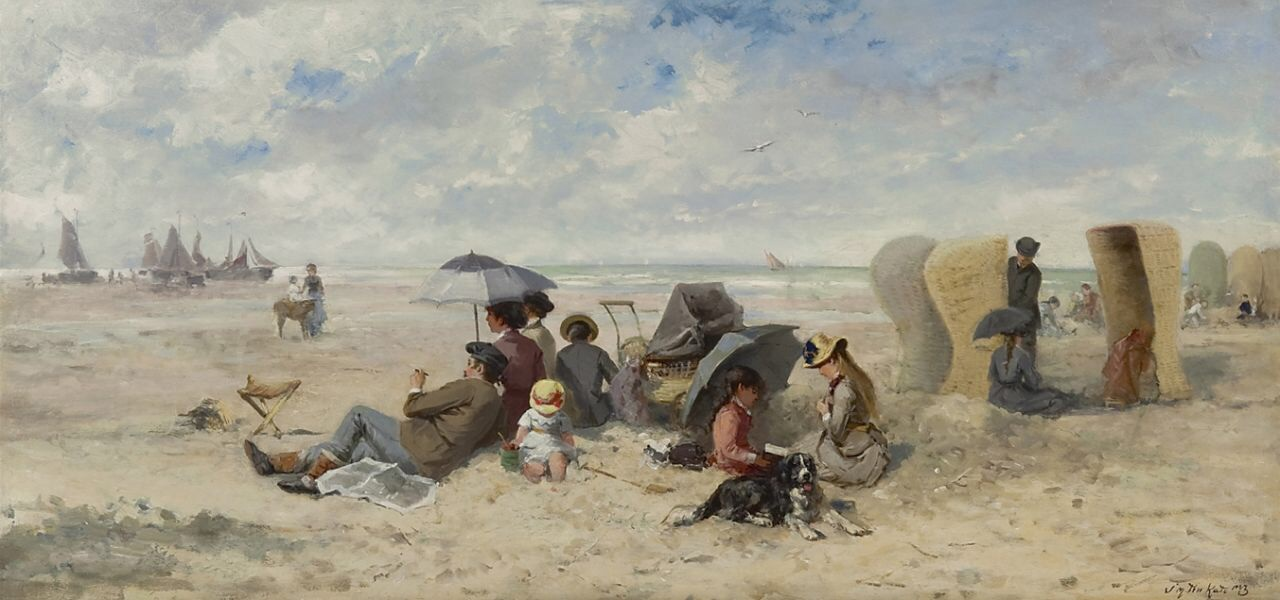
Familiedag op het strand van Scheveningen (ca. 1885)
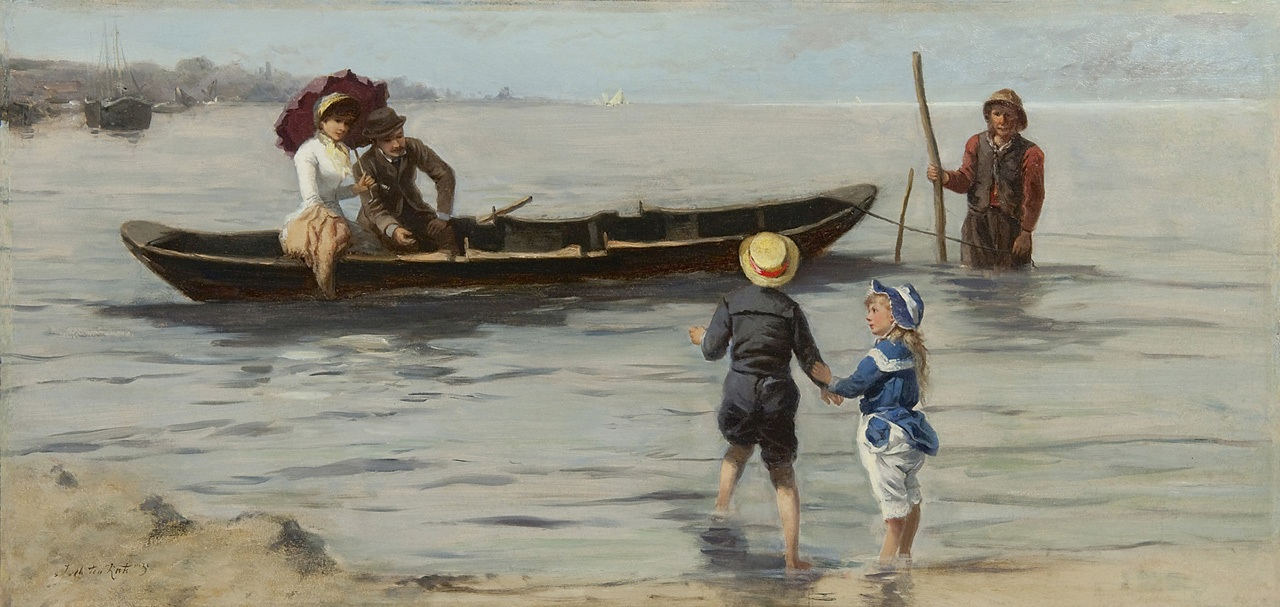
Voor het spelevaren (ca. 1885)